# 城西街道 (内江市)
城西街道，是中华人民共和国四川省内江市市中区下辖的一个乡镇级行政单位。

## 行政区划
城西街道下辖以下地区：
北街社区、桂湖街社区、大西街社区、大洲广场社区、吕祖庙社区、公园湾社区和甘泉寺社区。